# Парламент на Аржентина
Конгрес на аржентинската нация, също Национален конгрес на Аржентина (на испански: Congreso de la Nación Argentina) е законодателен орган (парламент) на Аржентина.

## Състав
Парламентът на Аржентина се състои от 2 камари:
- Горна камара - Сенат на Аржентина
- Долна камара - Камара на депутатите на Аржентина.